# Lista de árbitros de finais da Copa Libertadores da América
Este artigo traz uma lista com todos os nomes de árbitros de futebol que apitaram as partidas finais das Copas Libertadores da América.

## Lista de Árbitros
| Ano  | Árbitro                   | Estádio                           | Local            | Partida                                         |
|      |                           |                                   |                  |                                                 |
| 1960 | Carlos Robles             | Estádio Centenário                | Montevidéu       | Peñarol 1 x 0 Olímpia                           |
| 1960 | José Praddaude            | Estádio Manuel Ferreira           | Assunção         | Olímpia 1 x 1 Peñarol                           |
| 1961 | José Praddaude            | Estádio Centenário                | Montevidéu       | Peñarol 1 x 0 Palmeiras                         |
| 1961 | José Praddaude            | Estádio do Pacaembu               | São Paulo        | Palmeiras 1 x 1 Peñarol                         |
| 1962 | Carlos Robles             | Estádio Centenário                | Montevidéu       | Peñarol 1 x 2 Santos                            |
| 1962 | Carlos Robles             | Estádio Vila Belmiro              | Santos           | Santos 2 x 3 Peñarol                            |
| 1962 | Leopold Horn              | Estádio Monumental de Nuñez       | Buenos Aires     | Santos 3 x 0 Peñarol                            |
| 1963 | Marcel Bois               | Estádio do Maracanã               | Rio de Janeiro   | Santos 3 x 2 Boca Juniors                       |
| 1963 | Marcel Bois               | Estádio La Bombonera              | Buenos Aires     | Boca Juniors 1 x 2 Santos                       |
| 1964 | Leopold Horn              | Estádio Centenário                | Montevidéu       |                                                 |
| 1964 | José Larrosa              | Estádio La Doble Visera           | Avellaneda       |                                                 |
| 1965 | Arturo Yamasaki           | Estádio La Doble Visera           | Avellaneda       | Independiente 1 x 0 Peñarol                     |
| 1965 | Arturo Yamasaki           | Estádio Centenário                | Montevidéu       | Peñarol 3 x 1 Independiente                     |
| 1965 | Arturo Yamasaki           | Estádio Nacional de Chile         | Santiago         | Independiente 4 x 1 Peñarol                     |
| 1966 | Roberto Goicoechea        | Estádio Centenário                | Montevidéu       | Peñarol 2 x 0 River Plate                       |
| 1966 | José María Codesal        | Estádio Monumental de Nuñez       | Buenos Aires     | River Plate 3 x 2 Peñarol                       |
| 1966 | Claudio Vicuña            | Estádio Nacional de Chile         | Santiago         | Peñarol 4 x 2 River Plate                       |
| 1967 | César Orozco              | Estádio Presidente Perón          | Avellaneda       | Racing Club 0 x 0 Nacional                      |
| 1967 | César Orozco              | Estádio Centenário                | Montevidéu       | Nacional 0 x 0 Racing Club                      |
| 1967 | Rodolfo Osorio            | Estádio Nacional de Chile         | Santiago         | Racing Club 2 x 1 Nacional                      |
| 1968 | Esteban Marino            | Estádio Jorge Luis Hirschi        | La Plata         | Estudiantes 2 x 1 Palmeiras                     |
| 1968 | Domingo Massaro           | Estádio do Pacaembu               | São Paulo        | Palmeiras 3 x 1 Estudiantes                     |
| 1968 | César Orozco              | Estádio Centenário                | Montevidéu       | Estudiantes 2 x 0 Palmeiras                     |
| 1969 | Domingo Massaro           | Estádio Centenário                | Montevidéu       | Nacional 0 x 1 Estudiantes                      |
| 1969 | Omar Delgado              | Estádio Jorge Luis Hirschi        | La Plata         | Estudiantes 2 x 0 Nacional                      |
| 1970 | Carlos Robles             | Estádio Jorge Luis Hirschi        | La Plata         | Estudiantes 1x 0 Peñarol                        |
| 1970 | José Larrosa              | Estádio Centenário                | Montevidéu       | Peñarol 0 x 0 Estudiantes                       |
| 1971 | Mário Canessa             | Estádio Jorge Luis Hirschi        | La Plata         | Estudiantes 1 x 0 Nacional                      |
| 1971 | José Favilli Neto         | Estádio Centenário                | Montevidéu       | Nacional 1 x 0 Estudiantes                      |
| 1971 | Rafael Hormazábal         | Estádio Nacional do Peru          | Lima             | Nacional 2 x 0 Estudiantes                      |
| 1972 | Armando Marques           | Estádio Nacional do Peru          | Lima             | Universitário 0 x 0 Independiente               |
| 1972 | José Favilli Neto         | Estádio La Doble Visera           | Avellaneda       | Independiente 2 x 1 Universitário               |
| 1973 | Milton Lorenzo            | Estádio La Doble Visera           | Avellaneda       | Independiente 1 x 1 Colo Colo                   |
| 1973 | Romualdo Arppi Filho      | Estádio Nacional de Chile         | Santiago         | Colo Colo 0 x 0 Independiente                   |
| 1973 | José Romei                | Estádio Centenário                | Montevidéu       | Independiente 2 x 1 Colo Colo                   |
| 1974 | Edison Pérez              | Estádio do Pacaembu               | São Paulo        | São Paulo 2 x 1 Independiente                   |
| 1974 | Ramón Barreto             | Estádio La Doble Visera           | Avellaneda       | Independiente 2 x 0 São Paulo                   |
| 1974 | César Orozco              | Estádio Nacional de Chile         | Santiago         | Independiente 1 x 0 São Paulo                   |
| 1975 | Jose Bazán                | Estádio Nacional de Chile         | Santiago         | Unión Española 1 x 0 Independiente              |
| 1975 | Ramón Barreto             | Estádio La Doble Visera           | Avellaneda       | Independiente 3 x 1 Unión Española              |
| 1975 | Edison Pérez              | Estádio Defensores del Chaco      | Assunção         | Independiente 2 x 0 Unión Española              |
| 1976 | Vicente Llobregat         | Estádio Mineirão                  | Belo Horizonte   | Cruzeiro 4 x 1 River Plate                      |
| 1976 | Jose Bazán                | Estádio Monumental de Nuñez       | Buenos Aires     | River Plate 2 x 1 Cruzeiro                      |
| 1976 | Alberto Martínez          | Estádio Centenário                | Montevidéu       | Cruzeiro 3 x 2 River Plate                      |
| 1977 | Roque Cerullo             | Estádio La Bombonera              | Buenos Aires     | Boca Juniors 1 x 0 Cruzeiro                     |
| 1977 | César Orozco              | Estádio Mineirão                  | Belo Horizonte   | Cruzeiro 1 x 0 Boca Juniors                     |
| 1977 | Vicente Llobregat         | Estádio Centenário                | Montevidéu       | Boca Juniors (5) 0 x 0 (4) Cruzeiro             |
| 1978 | Hector Ortiz              | Estádio Olímpico Pascual Guerrero | Cali             | Deportivo Cali 0 x 0 Boca Juniors               |
| 1978 | Edison Pérez              | Estádio La Bombonera              | Buenos Aires     | Boca Juniors 4 x 0 Deportivo Cali               |
| 1979 | Gaston Castro             | Estádio Defensores del Chaco      | Assunção         | Olímpia 2 x 0 Boca Juniors                      |
| 1979 | Juan Cardellino           | Estádio La Bombonera              | Buenos Aires     | Boca Juniors 0 x 0 Olímpia                      |
| 1980 | Jorge Romero              | Estádio Beira Rio                 | Porto Alegre     | Internacional 0 x 0 Nacional                    |
| 1980 | Edison Pérez              | Estádio Centenário                | Montevidéu       | Nacional 1 x 0 Internacional                    |
| 1981 | Carlos Espósito           | Estádio do Maracanã               | Rio de Janeiro   | Flamengo 2 x 1 Cobreloa                         |
| 1981 | Ramón Barreto             | Estádio Nacional de Chile         | Santiago         | Cobreloa 1 x 0 Flamengo                         |
| 1981 | Roque Cerullo             | Estádio Centenário                | Montevidéu       | Flamengo 2 x 0 Cobreloa                         |
| 1982 | José de Assis Aragão      | Estádio Centenário                | Montevidéu       | Peñarol 0 x 0 Cobreloa                          |
| 1982 | Jorge Romero              | Estádio Nacional de Chile         | Santiago         | Cobreloa 0 x 2 Peñarol                          |
| 1983 | Teodoro Nitti             | Estádio Centenário                | Montevidéu       | Peñarol 1 x 1 Grêmio                            |
| 1983 | Edison Pérez              | Estádio Olímpico                  | Porto Alegre     | Grêmio 2 x 1 Peñarol                            |
| 1984 | Juan Cardellino           | Estádio Olímpico                  | Porto Alegre     | Grêmio 0 x 1 Independiente                      |
| 1984 | Mário Lira                | Estádio La Doble Visera           | Avellaneda       | Independiente 0 x 0 Grêmio                      |
| 1985 | Juan Escobar              | Estádio Monumental de Nuñez       | Buenos Aires     | Argentinos Jrs 1 x 0 América de Cali            |
| 1985 | Luiz Carlos Félix         | Estádio Olímpico Pascual Guerrero | Cali             | América de Cali 1 x 0 Argentinos Jrs            |
| 1985 | Hernán Silva              | Estádio Defensores del Chaco      | Assunção         | Argentinos Jrs (5) 1 x 1 (4) América de Cali    |
| 1986 | Juan Cardellino           | Estádio Olímpico Pascual Guerrero | Cali             | \| América de Cali 1 x 2 River Plate            |
| 1986 | José Roberto Wright       | Estádio Monumental de Nuñez       | Buenos Aires     | River Plate 1 x 0 América de Cali               |
| 1987 | José Roberto Wright       | Estádio Olímpico Pascual Guerrero | Cali             | América de Cali 2 x 0 Peñarol                   |
| 1987 | Ricardo Calábria          | Estádio Centenário                | Montevidéu       | Peñarol 2 x 1 América de Cali                   |
| 1987 | Hernán Silva              | Estádio Nacional de Chile         | Santiago         | Peñarol1 x 0 América de Cali                    |
| 1988 | Hernán Silva              | Estádio Gigante de Arroyito       | Rosário          |                                                 |
| 1988 | Arnaldo Cezar Coelho      | Estádio Centenário                | Montevidéu       |                                                 |
| 1989 | José Roberto Wright       | Estádio Defensores del Chaco      | Assunção         | Olímpia 2 x 0 Atlético Nacional                 |
| 1989 | Juan Carlos Loustau       | Estádio El Campín                 | Bogotá           | Atlético Nacional (5) 2 x 0 (4) Olímpia         |
| 1990 | Juan Cardellino           | Estádio Defensores del Chaco      | Assunção         | Olímpia 2 x 0 Barcelona SC                      |
| 1990 | Juan Carlos Loustau       | Estádio Isidro Romero Carbo       | Guaiaquil        | Barcelona SC 1 x 1 Olímpia                      |
| 1991 | Ernesto Filippi           | Estádio Defensores del Chaco      | Assunção         | Olímpia 0 x 0 Colo Colo                         |
| 1991 | José Roberto Wright       | Estádio Monumental David Arellano | Santiago         | Colo Colo 3 x 0 Olímpia                         |
| 1992 | Hernán Silva              | Estádio Gigante de Arroyito       | Rosário          | Newell's Old Boys 1 x 0 São Paulo               |
| 1992 | José Torres               | Estádio do Morumbi                | São Paulo        | São Paulo (3) 1 x 0 (2) Newell's Old Boys       |
| 1993 | José Torres               | Estádio do Morumbi                | São Paulo        | São Paulo 5 x 1 Universidad Cátolica            |
| 1993 | Juan Escobar              | Estádio Nacional de Chile         | Santiago         | Universidad Cátolica 2 x 0 São Paulo            |
| 1994 | José Torres               | Estádio José Amalfitani           | Buenos Aires     | Vélez Sarsfield 1 x 0 São Paulo                 |
| 1994 | Ernesto Filippi           | Estádio do Morumbi                | São Paulo        | São Paulo (3) 1 x 0 (5) Vélez Sarsfield         |
| 1995 | Alfredo Rodas             | Estádio Olímpico                  | Porto Alegre     | Grêmio 3 x 1 Atlético Nacional                  |
| 1995 | Salvador Imperatore       | Estádio Atanasio Girardot         | Medellín         | Atlético Nacional 1 x 1 Grêmio                  |
| 1996 | Oscar Velásquez           | Estádio Olímpico Pascual Guerrero | Cali             | América de Cali 1 x 0 River Plate               |
| 1996 | Júlio Matto               | Estádio Monumental de Nuñez       | Buenos Aires     | River Plate 2 x 0 América de Cali               |
| 1997 | Byron Moreno              | Estádio Nacional do Peru          | Lima             | Sporting Cristal 0 x 0 Cruzeiro                 |
| 1997 | Javier Castrilli          | Estádio Mineirão                  | Belo Horizonte   | Cruzeiro 1 x 0 Sporting Cristal                 |
| 1998 | Gustavo Méndez            | Estádio São Januário              | Rio de Janeiro   | Vasco da Gama 2 x 0 Barcelona SC                |
| 1998 | Javier Castrilli          | Estádio Isidro Romero Carbo       | Guaiaquil        | Barcelona SC 1 x 2 Vasco da Gama                |
| 1999 | Mário Sanchez             | Estádio Olímpico Pascual Guerrero | Cali             | Deportivo Cali 1 x 0 Palmeiras                  |
| 1999 | Ubaldo Aquino             | Estádio Palestra Itália           | São Paulo        | Palmeiras (4) 2 x 1 (3) Deportivo Cali          |
| 2000 | Gustavo Méndez            | Estádio La Bombonera              | Buenos Aires     | Boca Juniors 2 x 2 Palmeiras                    |
| 2000 | Epifânio González         | Estádio do Morumbi                | São Paulo        | Palmeiras (2) 0 x 0 (4) Boca Juniors            |
| 2001 | Marcio Rezende de Freitas | Estádio Azteca                    | Cidade do México | Cruz Azul 0 x 1 Boca Juniors                    |
| 2001 | Gilberto Hidalgo          | Estádio La Bombonera              | Buenos Aires     | Boca Juniors 0 x 1 Cruz Azul                    |
| 2002 | Horacio Elizondo          | Estádio Defensores del Chaco      | Assunção         | Olímpia 0 x 1 São Caetano                       |
| 2002 | Oscar Ruiz                | Estádio do Pacaembu               | São Paulo        | São Caetano (2) 1 x 2 (4) Olímpia               |
| 2003 | Oscar Ruiz                | Estádio La Bombonera              | Buenos Aires     | Boca Juniors 2 x 0 Santos                       |
| 2003 | Jorge Larrionda           | Estádio do Morumbi                | São Paulo        | Santos 1 x 3 Boca Juniors                       |
| 2004 | Gustavo Méndez            | Estádio La Bombonera              | Buenos Aires     | Boca Juniors 0 x 0 Once Caldas                  |
| 2004 | Carlos Chandia            | Estádio Palogrande                | Manizales        | Once Caldas (2) 1 x 1 (0) Boca Juniors          |
| 2005 | Jorge Larrionda           | Estádio Beira Rio                 | Porto Alegre     | Atlético/PR 1 x 1 São Paulo                     |
| 2005 | Horacio Elizondo          | Estádio do Morumbi                | São Paulo        | São Paulo 4 x 0 Atlético/PR                     |
| 2006 | Jorge Larrionda           | Estádio do Morumbi                | São Paulo        | São Paulo 1 x 2 Internacional                   |
| 2006 | Horacio Elizondo          | Estádio Beira Rio                 | Porto Alegre     | Internacional 2 x 2 São Paulo                   |
| 2007 | Jorge Larrionda           | Estádio La Bombonera              | Buenos Aires     | Boca Juniors 3 x 0 Grêmio                       |
| 2007 | Oscar Ruiz                | Estádio Olímpico                  | Porto Alegre     | Grêmio 0 x 2 Boca Juniors                       |
| 2008 | Carlos Chandia            | Estádio Casablanca                | Quito            | LDU Quito 4 x 2 Fluminense                      |
| 2008 | Héctor Baldassi           | Estádio do Maracanã               | Rio de Janeiro   | Fluminense (1) 3 x 1 (3) LDU Quito              |
| 2009 | Jorge Larrionda           | Estádio Cuidad de La Plata        | La Plata         | Estudiantes 0 x 0 Cruzeiro                      |
| 2009 | Carlos Chandia            | Estádio Mineirão                  | Belo Horizonte   | Cruzeiro 1 x 2 Estudiantes                      |
| 2010 | Héctor Baldassi           | Estádio Omnilife                  | Guadalajara      | Chivas Guadalajara 1 x 2 Internacional          |
| 2010 | Oscar Ruiz                | Estádio Beira Rio                 | Porto Alegre     | Internacional 3 x 2 Chivas Guadalajara          |
| 2011 | Carlos Amarilla           | Estádio Centenário                | Montevidéu       | Peñarol 0 x 0 Santos                            |
| 2011 | Sergio Pezzotta           | Estádio do Pacaembu               | São Paulo        | Santos 2 x 1 Peñarol                            |
| 2012 | Enrique Osses             | Estádio La Bombonera              | Buenos Aires     | Boca Juniors 1 x 1 Corinthians                  |
| 2012 | Wilmar Roldán             | Estádio do Pacaembu               | São Paulo        | Corinthians 2 x 0 Boca Juniors                  |
| 2013 | Néstor Pitana             | Estádio Defensores del Chaco      | Assunção         | Olímpia 2 x 0 Atlético/MG                       |
| 2013 | Wilmar Roldán             | Estádio Mineirão                  | Belo Horizonte   | Atlético/MG (4) 2 x 0 (3) Olímpia               |
| 2014 | Wilmar Roldán             | Estádio Defensores del Chaco      | Assunção         | Nacional 1 x 1 San Lorenzo                      |
| 2014 | Sandro Meira Ricci        | Estádio Nuevo Gasómetro           | Buenos Aires     | San Lorenzo 1 x 0 Nacional                      |
| 2015 | Antonio Arias             | Estádio Universitario             | Nuevo Léon       | Tigres 0 x 0 River Plate                        |
| 2015 | Darío Ubríaco             | Estádio Monumental de Nuñez       | Buenos Aires     | River Plate 3 x 0 Tigres                        |
| 2016 | Enrique Cáceres           | Estádio Olímpico Atahualpa        | Quito            | Independiente del Valle 1 x 1 Atlético Nacional |
| 2016 | Néstor Pitana             | Estádio Atanasio Girardot         | Medellín         | Atlético Nacional 1 x 0 Independiente del Valle |
| 2017 | Julio Bascuñán            | Arena do Grêmio                   | Porto Alegre     | Grêmio 0 x 1 Lanús                              |
| 2017 | Enrique Cáceres           | Estádio Ciudad de Lanús           | Lanús            | Lanús 1 x 2 Grêmio                              |
| 2018 | Roberto Tobar             | Estádio La Bombonera              | Buenos Aires     | Boca Juniors 2 x 1 River Plate                  |
| 2018 | Andrés Cunha              | Estádio Santiago Bernabéu         | Madrid           | River Plate 3 x 1 Boca Juniors                  |
| 2019 | Roberto Tobar             | Estádio Monumental de Lima        | Lima             | Flamengo 2 x 1 River Plate                      |
| 2020 | Patricio Loustau          | Estádio do Maracanã               | Rio de Janeiro   | Palmeiras 1 x 0 Santos                          |
| 2021 | Néstor Pitana             | Estádio Centenário                | Montevidéu       | Palmeiras 2 x 1 Flamengo                        |
| 2022 | Patricio Loustau          | Estádio Isidro Romero Carbo       | Guaiaquil        | Flamengo 1 x 0 Atlético/PR                      |
| 2023 | Wilmar Roldán             | Estádio do Maracanã               | Rio de Janeiro   | Boca Juniors 1 x 2 Fluminense                   |
| 2024 | Facundo Tello             | Estádio Monumental de Nuñez       | Buenos Aires     | Atlético/MG 1 x 3 Botafogo                      |